# Mistrzostwa Polski w Badmintonie 2016
52. Mistrzostwa Polski w badmintonie odbyły się w Białymstoku w dniach 15-17 czerwca 2016 roku w Hali Sportowej Zespołu Szkół Rolniczych.

## Medaliści mistrzostw
| Konkurencja:            | Złoto:                                                                                | Srebro:                                                                                | Brąz: |
| gra pojedyncza mężczyzn | Adrian Dziółko (UKS Hubal Białystok)                                                  | Hubert Pączek (AZS AGH Kraków)                                                         | Mateusz Dubowski (UKS Hubal Białystok) Maciej Poulakowski (SKB Litpol-Malow Suwałki)                                                                               |
| gra pojedyncza kobiet   | Weronika Grudzina (MLKS Solec Kujawski)                                               | Anna Narel-Ościsłowicz (Badders-Club Białystok)                                        | Joanna Stanisz (Sokół Robczyce) Dorota Grzejdak (UKS Kometa Sianów)                                                                                                |
| gra podwójna mężczyzn   | Adam Cwalina (SKB Litpol-Malow Suwałki) Przemysław Wacha (LKS Technik Głubczyce)      | Łukasz Moreń (SKB Litpol-Malow Suwałki) Wojciech Szkudlarczyk (UKS Hubal Białystok)    | Miłosz Bochat (MLKS Solec Kujawski) Paweł Pietryja (UKS Plesbad Pszczyna) Maciej Dąbrowski (UKS Hubal Białystok) Dominik Ziętek (UKS Kometa Sianów)                |
| gra podwójna kobiet     | Agnieszka Wojtkowska (LKS Technik Głubczyce) Aneta Wojtkowska (LKS Technik Głubczyce) | Wiktoria Dąbczyńska (MKS Orlicz Suchedniów) Aleksandra Goszczyńska (Milenium Warszawa) | Monika Bieńkowska (SKB Litpol-Malow Suwałki) Magdalena Witek (SKB Litpol-Malow Suwałki) Dorota Grzejdak (UKS Kometa Sianów) Kornelia Kowalczyk(UKS Kometa Sianów)  |
| gra mieszana            | Robert Mateusiak (UKS Hubal Białystok) Nadieżda Zięba (UKS Hubal Białystok)           | Miłosz Bochat (MLKS Solec Kujawski) Agnieszka Wojtkowska (LKS Technik Głubczyce)       | Paweł Pietryja (UKS Plesbad Pszczyna) Aneta Wojtkowska (LKS Technik Głubczyce) Michał Łogosz (SKB Litpol-Malow Suwałki) Magdalena Witek (SKB Litpol-Malow Suwałki) |